# Chiesa di San Giacomo (North Wraxall)
La chiesa di San Giacomo (in inglese St James's Church) è la parrocchiale anglicana che si trova a North Wraxall, villaggio principale dell'omonima parrocchia civile nel Sud Ovest dell'Inghilterra. Il luogo di culto risale al  XII secolo, rientra nella diocesi di Bristol ed è considerato monumento classificato di prima categoria per il suo particolare interesse storico e architettonico.

## Storia

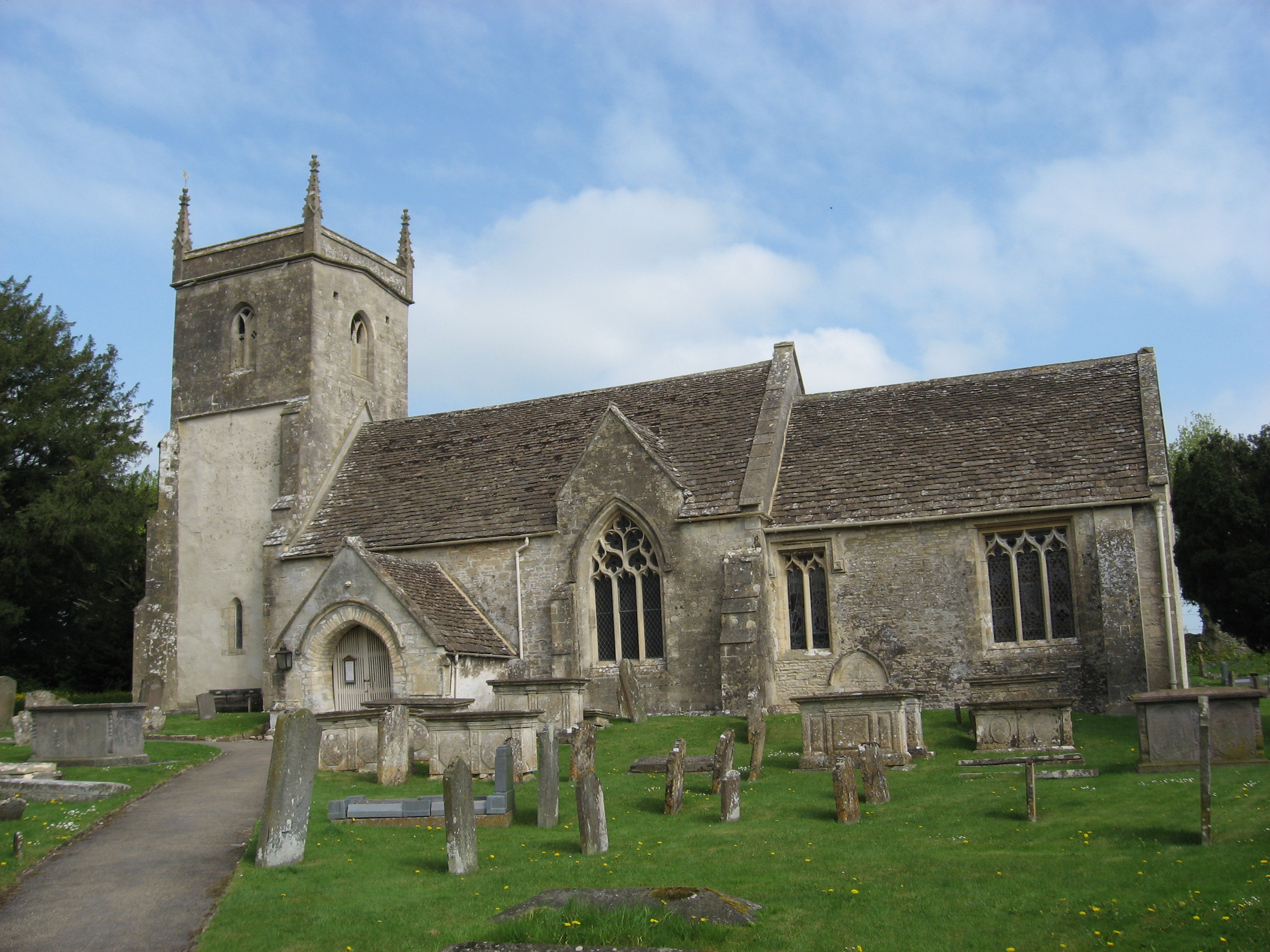
Immagine della chiesa col suo vialetto di accesso che attraversa il campo del cimitero

La chiesa parrocchiale anglicana fu costruita nel XIII secolo con la navata e il presbiterio anche se la piccola porta a sud risale al XII secolo. Fu modificata nel XVII secolo e in seguito la navata laterale nord fu ricostruita alla fine del XVIII secolo come cappella Methuen da Paul Methuen, il proprietario terriero locale, che vi aggiunse una grande volta. Nel 1989 fu scoperto sul muro dell'arco del presbiterio un dipinto medievale raffigurante una sventura. La raffigurazione di San Giacomo all'apice dell'arco risale probabilmente al XIX o XX secolo, poiché non appariva nell'illustrazione di Buckler all'inizio del XIX secolo. A partire dal XXI secolo anni l'edificio è stato utilizzato più ampiamente per una varietà di attività comunitarie.

## Descrizione
La chiesa dal 20 dicembre 1960 viene giudicata un edificio di particolare interesse storico e architettonico in Inghilterra o Galles, classificata come monumento di prima categoria. La chiesa appartiene alla diocesi di Bristol.

### Esterni
La chiesa parrocchiale anglicana di San Giacomo si trova nell'abitato del villaggio di North Wraxall nel Sud Ovest dell'Inghilterra. Si tratta di una piccola chiesa costruita in pietra di Cotswold. Attorno alla chiesa si trova il cimitero della comunità. La torre è tozza, squadrata e culmina con quattro alti pinnacoli. L'unica scultura romanica sopravvissuta è la porta a sud. La piccola porta a sud risale al XII secolo ed è caratterizzata da un singolo ordine di fusti con piccoli capitelli a conchiglia e un arco a singolo ordine con una modanatura a cappuccio. L'arco è decorato frontalmente con due modanature a rullo. La modanatura a cappuccio, decorata con perline, sporge leggermente. La figura di San Giacomo all'apice dell'arco risale probabilmente al XIX o XX secolo, poiché non appariva nell'illustrazione di Buckler all'inizio del XIX secolo.

### Interni
L'interno della chiesa è ampio e presenta alcuni rarissimi dipinti murali legati a San Giovanni di Gerusalemme. La navata originale e il presbiterio risalgono al XIII e XIV secolo, mentre la navata nord fu costruita alla fine del XVIII secolo come Cappella Methuen. Nella sala sono di particolare interesse:
- Fonte battesimale del XIV secolo
- Pulpito del XVII secolo con baldacchino
- Sarcofago in marmo bianco di Paul Methuen
- Presbiterio[6]